# 为人民战胜烈火的英雄连
为人民战胜烈火的英雄连，是中华人民共和国文化大革命期间1968年在黑龙江省齐齐哈尔市勇于救火的一个英雄模范集体中国人民解放军黑龙江省军区独立二师七团一连被中共中央军委授予的荣誉称号。

## 事迹
1968年1月26日，黑龙江省齐齐哈尔市化工厂发生火灾，黑龙江省军区独立2师7团1连留在营房士兵参与救火，其中王德斌、何文宝、徐亚光三名士兵牺牲，梁芝禹等14名士兵负伤。为表彰该事迹，同年4月3日，黑龙江省革命委员会作出《关于开展向黑龙江省军区某部一连学习的决定》。12月6日，中共中央军委授予该连“为人民战胜烈火的英雄连”光荣称号。1969年1月16日，沈阳军区进行授旗表彰活动。之后相应的活动陆续不绝，除了表彰活动外，相关的连环画、毛泽东像纪念章均出现。